# لینوو (استان اشوی‌داشکسیه)
لینوو (به لهستانی: Linów) یک منطقهٔ مسکونی در لهستان است که در گمینا زاویخوست واقع شده‌است. لینوو ۶۹۰ نفر جمعیت دارد.